# バグパイプ吹きシュヴァンダ
『バグパイプ吹きシュヴァンダ』（チェコ語: Švanda dudák）は、ヤロミール・ヴァインベルゲルが1926年に作曲したオペラ。タイトルは『バグパイプ吹きのシュヴァンダ』と表記される場合もある。

## 概要
1927年に初演された本作は、ベドルジハ・スメタナの『売られた花嫁』に次いで、チェコ国民楽派のオペラとして成功した作品である。
物語は、美しい妻ドロータと暮らしていたシュヴァンダが、盗賊バビンスキーの入れ知恵で旅に出て、氷の心を持つ女王の心を溶かしたり、死刑になりそうになったり、地獄に落とされたりするなどさまざまな事件に出会って、ドロータのもとへと戻ってくるという、『ペール・ギュント』を思わせるような内容となっている。
このオペラはセンセーショナルな大成功となり、その当時チェコ各地で頻繁に上演されていたが、次第に人気を失った。今日ではオペラが上演されることはほとんどなく、「ポルカ」と「フーガ」がたまに演奏されるだけとなっている。